# 영산포초등학교
영산포초등학교는 대한민국 전라남도 나주시 이창동에 있는 공립 초등학교이다.

## 학교 연혁
- 1925년 9월 1일 영산포공립보통학교(4년제) 개교
- 1928년 4월 1일 6년제로 인가
- 1938년 4월 1일 영산포남공립심상소학교로 개칭[1]
- 1941년 4월 1일 영산포남공립국민학교로 개칭[2]
- 1949년 12월 31일 영산포남국민학교 (교명 변경)[3]
- 1965년 9월 1일 영산포국민학교 (교명 변경)
- 1971년 3월 1일 영산포중앙국민학교 병합
- 1993년 3월 1일 영산포동국민학교, 관평국민학교 통폐합
- 1996년 3월 1일 영산포초등학교로 개칭[4]
- 1999년 9월 1일 영산포서초등학교 통폐합
- 2010년 2월 25일 그린스쿨 사업완료
- 2019년 3월 1일 제39대 이근희 교장 부임
- 2021년 1월 8일 제92회 39명 졸업(총15,457명)

## 학교 상징
- 교화 - 배꽃 : 배는 역사적으로 나주를 대표하는 명산물로써 꽃은 흰빛으로 순결성을 의미하며 건강과 행복을 상징한다.
- 교목 - 히말라야시다 : 영산포초등학교 오랜 역사를 자랑하듯 꿋꿋한 기상으로 지켜왔다.
- 교색 - 녹색 : 희망찬 미래의 꿈, 사랑과 평화

## 참고 자료
- 영산포초등학교 - 한국교육학술정보원 학교알리미